# Рота «Башкорт»
Рота «Башкорт» — військовий підрозділ інтернаціонального легіону територіальної оборони України, який був сформований з башкирських добровольців у 2022 році для захисту України від російського вторгнення під час російсько-української війни.

## Історія
Відомий у Башкирії націоналіст, засновник руху «Башкорт» Руслан Габбасов повідомив про створення однойменного військового підрозділу у складі ЗСУ. Радник Офісу президента України Олексій Арестович в інтерв'ю 2 грудня 2022 року підтвердив, що у складі ЗСУ з'явився підрозділ із етнічних башкірів, вони складають начебто свою окрему роту.
У квітні 2023 року рота вступила у бій.
13 червня 2023 року бійці виклали відео роботи ударних бпла свого підрозділу.
10 серпня 2023 року бійці роти виклали відео роботи снайперської групи «Өрәк» підрозділу.

## Ідеологія
За словами бійців роти: «Ми хочемо допомогти Україні захистити незалежність, повернути окуповані землі. Ми хочемо навчитися воювати та боротися. А потім, разом з усіма пригнобленими народами, повернути свободу нашим народам. Щоб самі люди вирішили, як жити далі — у повноправних спілках чи як дружні незалежні країни. Ми розуміємо, що за свободу доведеться боротися і добувати її зі зброєю в руках. Ми готові! Сьогодні нас небагато, але завтра нас буде більше, а післязавтра ціла армія».

## Символіка
Символом роти є прапор у національних кольорах Башкортостану (але послідовність кольорів - інша, як на старому прапорі часів боротьби башкірів за незалежність 1917-1919 рр.) та півмісяця посередині.

## Втрати
Відомо про 4 загиблих, «Позивні Благовар, Рахім, Умар і Бінго загинули в боротьбі за волю України та незалежність Батьківщини: Башкортостану».